# Pletena (distrikt)
Pletena (bulgariska: Плетена) är ett distrikt i Bulgarien.   Det ligger i kommunen Obsjtina Satovtja och regionen Blagoevgrad, i den sydvästra delen av landet, 130 km söder om huvudstaden Sofia.
Trakten runt Pletena består i huvudsak av gräsmarker. Runt Pletena är det ganska tätbefolkat, med 52 invånare per kvadratkilometer.